# Hărău
Hărău es una comuna ubicada en el distrito de Hunedoara, Rumania.

## Superficie
Cuenta con una superficie de 49,86 kilómetros cuadrados.

## Demografía
Hasta 2021 la población era de 2026 habitantes, con una densidad de población de 40,63 habitantes por kilómetro cuadrado.